# Powstanie federalistów
Powstanie federalistów (fr. les insurrections fédéralistes) – fala wystąpień antyjakobińskich wobec ich opresyjnej polityki i wprowadzanej we Francji centralizacji władzy. Najwięcej powstań wybuchło wskutek usunięcia żyrondystów z Konwentu Narodowego w czerwcu 1793. Wojna, w tym blokada morska przez Brytyjczyków, ograniczyła handel i w konsekwencji obniżyła dochody ludności, szczególnie w miastach portowych. Z tego powodu, w Marsylii wybuchło powstanie antyjakobińskie w kwietniu 1793. Oprócz spadku dochodów zaczęło brakować żywności zjadanej przez armię.  Pod koniec maja wybuchło powstanie w Lyonie 23:39 min.. 

## Geneza
W czasie rewolucji francuskiej większość kluczowych wydarzeń rozegrała się w Paryżu, co z czasem przestało być aprobowane przez część mieszkańców prowincji. Uważali oni, że narzucane są im, pod płaszczykiem demokracji, rozwiązania niezgodne z ich przekonaniami. Poczucie to szczególnie nasiliło się po obaleniu monarchii Ludwika XVI oraz po jego egzekucji. Wielu mieszkańców prowincji było również przeciwnych centralizacji władzy, która była niezgodna z duchem konstytucji z 1791. 
Ten słabo dotąd artykułowany ferment przerodził się w otwartą walkę po obaleniu żyrondystów przez sankiulotów 2 czerwca 1793, kiedy większość polityków tego ugrupowania, słabo pilnowana, zdołała zbiec z Paryża i schronić się w rodzinnych departamentach. Żyrondyści na ogół natychmiast rozpoczynali propagandę antyjakobińską, w której wykorzystywali właśnie federalizm jako antytezę centralizmu. Była to zresztą koncepcja głoszona już wcześniej przez nich z ław parlamentarnych. 

## Przebieg

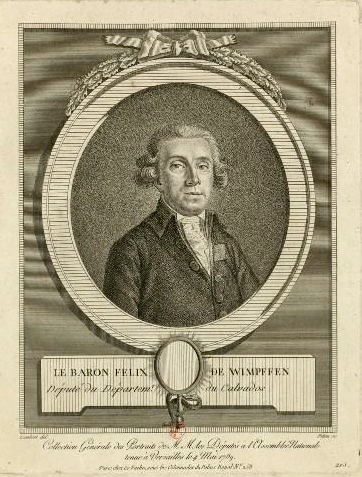
Felix de Wimpffen

Głównymi ośrodkami buntu stały się Nîmes, Marsylia, Lyon, Rennes, Caen, Bordeaux i cała Normandia. Sygnał do rozpoczęcia powstania dali żyrondyści zbiegli do departamentu Eure, którzy w swoim manifeście uznawali, że Konwent Narodowy nie jest już parlamentem i powinien zostać obalony. Rozpoczęty został również zaciąg do powstańczych oddziałów, które miały ruszyć na stolicę. Federaliści zyskali wsparcie części rojalistów. W lipcu w Caen dowództwo ruchu stworzyło tzw. zgromadzenie centralne oraz wydało nowy program, podkreślający jedność narodową, równość i niepodzielność republiki. Na czele sił powstańczych stanął gen. de Wimpffen. Innym czołowym liderem insurekcji był rojalista de Puisaye. 
Armia powstańców z Normandii poniosła jednak klęskę pod Vernon, już w pierwszym spotkaniu z siłami wysłanymi przez Konwent (15 lipca 1793), chociaż składały się one głównie ze słabo wyszkolonych ochotników i kilku dział. Wimpffen zażądał wówczas od żyrondystów oficjalnego akcesu do ruchu rojalistycznego i uznania Ludwika XVII za króla Francji. Jego propozycja została odrzucona. 
Bardziej burzliwy przebieg miały walki na południu kraju, gdzie federaliści z mniejszym udziałem rojalistów zdołali nawet skłonić kilka departamentów Prowansji do ogłoszenia secesji. 12 czerwca 1793 Marsylia ogłosiła się miastem żyrondystowskim, następnie monarchistycznym. Zbuntował się również Lyon. Siły rządowe odzyskały południe dopiero w sierpniu, a Lyon w grudniu 1793. Koniec walk na południu wiązał się z represjami, jakie wprowadzili komisarze Konwentu Paul Barras i Louis-Marie Stanislas Fréron.

## Skutki
Najbardziej widocznym skutkiem powstania była fala represji po zakończeniu walki, a w konsekwencji dalsze zniechęcenie ludności wskazanych regionów do rewolucji. Klęska federalistów oznaczała również ostateczne zerwanie z koncepcją zdecentralizowanej władzy z dużym udziałem samorządów lokalnych. Polityczny centralizm stał się odtąd typowy dla francuskiej polityki wewnętrznej. 